# 高松智之
高松 智之（正字:髙松 智之、たかまつ さとし、1974年〈昭和49年〉7月26日 - ）は、日本の政治家。立憲民主党所属の衆議院議員（1期）。元練馬区議会議員（2期）。

## 来歴
埼玉県川口市に生まれ、東京都練馬区で育つ。練馬区立大泉第三小学校、練馬区立大泉西中学校、慶應義塾志木高等学校を経て、慶應義塾大学法学部法律学科を卒業。
1997年、日本電信電話（NTT）入社。NTTコミュニケーションズを経て2000年より株式会社アルチェ（ITベンチャー企業）副社長に就任。2004年に同社がライブドアに合併されたことに伴い退任し、同年より松下政経塾に25期生として入塾。2007年卒塾。その後は参議院議員公設秘書を経てA.T.カーニーに勤務した。
2011年4月24日の練馬区議会議員選挙に自由民主党公認で立候補し、定数50人に対し2位で当選。
2015年4月26日の練馬区議会選挙でも自民党公認で立候補し、定数50人に対し6位で当選。
区議在職中に東京大学大学院工学系研究科都市工学専攻都市持続再生学コース（東大まちづくり大学院）修士課程を修了した。
2017年5月23日に自民党に離党届を提出し、都民ファーストの会に参加。
2017年10月22日の第48回衆議院議員総選挙に東京9区より希望の党から立候補したが、落選した。落選後は第48回衆議院議員総選挙で落選した候補者を中心に構成される団体である一丸の会に参加していたほか、経営コンサルティング業を営んだ。
2018年4月15日の練馬区議会議員補欠選挙に都民ファーストの会公認で立候補したが、定数5人に対し6位で落選した。5位との差はわずか625票だった。
2019年10月2日には次期衆院選で国民民主党から東京9区で擁立されることが決定した。
2020年9月15日に新たな立憲民主党が結成されるとこれに合流したが、東京9区の総支部長には旧立憲民主党の山岸一生が選ばれたため、2021年10月31日の第49回衆議院議員総選挙では比例東京ブロックより立憲民主党から立候補し、落選した。2023年1月17日に、次期衆院選では立憲民主党から選挙区割り変更に伴い新設された東京28区で擁立されることが決定した。
2024年10月27日の第50回衆議院議員総選挙では、東京28区で勝利し衆議院議員に初当選した。次点の自由民主党の安藤高夫との差はわずか336票の大接戦だった（安藤は比例復活で当選）。
当選前から直諫の会と新政権研究会に所属している。

## 政策・主張

### 外交・安全保障
- 日本国憲法の改正について、2017年のアンケートでは「どちらかと言えば賛成」とし、緊急事態条項を設けるべきと回答していた[15]が、2024年のアンケートでは反対と回答した[16][17]。
- 第3次安倍内閣における安全保障関連法案の成立をどちらかと言えば評価する[15]。
- 普天間飛行場の名護市辺野古への移設に反対[17]。在日米軍基地は縮小すべき[18]。
- 日本の防衛費増額に反対[17]。
- 非核三原則を維持すべき[15][16][17]。
- 首相の靖国参拝にどちらかと言えば賛成[15]。
- ロシアのウクライナ侵攻を受けたウクライナへの支援は縮小すべき[17]。

### 経済
- アベノミクスをどちらかと言えば評価する[15]。
- 消費税率を10%から引き下げるべき[17]。
- 当面は歳出削減より景気対策のための財政出動を優先すべき[15][16]。
- 大企業や所得の多い人に対する課税強化に賛成[15][16]。
- 原子力規制委員会の審査に合格した原子力発電所の再稼働にどちらかと言えば反対[15]。原子力撤廃し、すべての電源を再生可能エネルギーでまかなうべき[16][19][17][18]。
- 炭素税の導入に賛成[17]。

### 社会
- 治安を守るためにプライバシーや個人の権利が制約されるのはある程度やむを得ない[15]。
- 幼稚園から大学までの教育無償化に2017年はどちらかと言えば反対[15]、2024年は賛成と回答[16]。
- 後期高齢者の医療費の自己負担割合を増やすことにやや賛成[19]。
- 解雇規制の緩和に反対[19][17]。
- 外国人労働者の受け入れ促進にどちらかと言えば反対[15][17]。
- 同性結婚の合法化に2017年はどちらかと言えば反対[15]、2024年は賛成と回答[16][19][17]。
- 選択的夫婦別姓制度の導入に賛成[15][16][19][17][18]。
- 女系天皇に反対[16]。皇室の減少対策としては、旧宮家出身の「男系男子」を皇族の養子にできるようにするべき[17]。

## 不祥事
2016年2月、2015年末の地元町会の夜警の際に清酒一本とせんべい一箱を渡したとして、練馬オンブズマンの土屋俊測区議らが高松を公職選挙法違反（寄付行為）容疑で刑事告発した。

## 選挙歴
| 当落 | 選挙                         | 執行日         | 年齢 | 選挙区           | 政党               | 得票数    | 得票率 | 定数 | 得票順位 /候補者数 | 政党内比例順位 /政党当選者数 |
| ---- | ---------------------------- | -------------- | ---- | ---------------- | ------------------ | --------- | ------ | ---- | ------------------ | ---------------------------- |
| 当   | 2011年練馬区議会議員選挙     | 2011年4月24日  | 36   | ーー             | 自由民主党         | 7856票    | ーー   | 50   | 2/68               | /                            |
| 当   | 2015年練馬区議会議員選挙     | 2015年4月26日  | 40   | ーー             | 自由民主党         | 5959票    | ーー   | 50   | 6/70               | /                            |
| 落   | 第48回衆議院議員総選挙       | 2017年10月22日 | 43   | 東京都第9区      | 希望の党           | 6万4731票 | 26.03% | 1    | 2/4                | 7/3                          |
| 落   | 2018年練馬区議会議員補欠選挙 | 2018年4月15日  | 43   | ーー             | 都民ファーストの会 | 2万84票   | ーー   | 5    | 6/10               | /                            |
| 落   | 第49回衆議院議員総選挙       | 2021年10月31日 | 47   | 比例東京ブロック | 立憲民主党         | ーー票    | ーー   | 17   | 2/2                | 13/4                         |
| 当   | 第50回衆議院議員総選挙       | 2024年10月27日 | 50   | 東京都第28区     | 立憲民主党         | 5万626票  | 29.12% | 1    | 1/6                | /                            |